# Kam'yanka
Kam'janka  (ucraniano: Кам'янка) es una localidad del Raión de Bilhorod-Dnistrovskyi en el Óblast de Odesa de Ucrania. Según el censo de 2001, tiene una población de 71 habitantes.